# Voiscreville
Voiscreville är en kommun i departementet Eure i regionen Normandie i norra Frankrike. Kommunen ligger i kantonen Bourgtheroulde-Infreville som tillhör arrondissementet Bernay. År 2022 hade Voiscreville 117 invånare.

## Befolkningsutveckling
Antalet invånare i kommunen Voiscreville
Referens:INSEE